# Säsong 1 av Teenage Mutant Ninja Turtles (2012)
Säsong 1 av Teenage Mutant Ninja Turtles (2012) är seriens första säsong.

## Lista över avsnitt
| Nr |  | Titel                                                                      |  | Regissör                              | Manus                          |  |  | Originalvisning   |                           | TV-kod |  |  |
| --- |  | -------------------------------------------------------------------------- |  | ------------------------------------- | ------------------------------ |  |  | ----------------- | ------------------------- | ------ |  |  |
| 1 |  | "Sköldpaddorna reser sig (del 1)"                                          |  | Michael Chang                         | Joshua Sternin & JR Ventimilia |  |  | 29 september 2012 | 4 november 2012 (Sverige) |        |  |  |
| Sköldpaddorna bevittnar April O'Neil och hennes far Kirby föras bort av Kraang. Donatello övertalar övriga sköldpaddor att försöka rädda henne. |  |                                                                            |  |                                       |                                |  |  |                   |                           |        |  |  |
| 2 |  | "Sköldpaddorna reser sig (del 2)"                                          |  | Alan Wan                              | Joshua Sternin & JR Ventimilia |  |  | 29 september 2012 |                           |        |  |  |
| Sköldpaddorna hittar stället där April och Kirby halls fångna, samt råkar i strid med mutanten Snakeweed. |  |                                                                            |  |                                       |                                |  |  |                   |                           |        |  |  |
| 3 |  | "Sköldpaddshumör" "Turtle Temper"                                          |  | Alan Wan                              | Jeremy Shipp                   |  |  | 6 oktober 2012    |                           |        |  |  |
| Raphael tappar temperamentet då han attackerats av en New York-bo. Spåren leder till Kraang. Sköldpaddorna videofilmas, vilket riskerar att leda till att sköldpaddornas existens avslöjas för medierna. Raphael måste lära sig behärska sig, och återta videofilmen innan den hamnar i orätta händer. |  |                                                                            |  |                                       |                                |  |  |                   |                           |        |  |  |
| 4 |  | "Ny vän, gammal fiende" "New Friend, Old Enemy"                            |  | Juan Jose Meza-Leon                   | Joshua Hamilton                |  |  | 13 oktober 2012   |                           |        |  |  |
| För att visa att sköldpaddor och människor kan vara vänner, använder sig Michelangelo av sociala medier och blir vän med Chris Bradford, tidigare kampsportare, som i själva verket dock visar sig vara en av Shredders skickligaste elever. |  |                                                                            |  |                                       |                                |  |  |                   |                           |        |  |  |
| 5 |  | "Jag tror han heter Baxter Stockman" "I Think His Name is Baxter Stockman" |  | Michael Chang & Ciro Nieli            | Joshua Sternin & JR Ventimilia |  |  | 20 oktober 2012   |                           |        |  |  |
| Då sköldpaddorna trotsar Splinter vilja, och går ut med April, stöter de på Baxter Stockman, en uppfinnare med mekanisk stridsutrustning. Han söker hämnd på företaget TCRI, som sagt nej till hans uppfinningar. |  |                                                                            |  |                                       |                                |  |  |                   |                           |        |  |  |
| 6 |  | "Metalhead"                                                                |  | Juan Jose Meza-Leon                   | Tom Alvarado                   |  |  | 27 oktober 2012   |                           |        |  |  |
| Donatello trättnar på sin enkla bō-stav, i kampen mot tekniskt överlägsna Kraang, och skapar Metalhead, en fjärrstyrd robot. |  |                                                                            |  |                                       |                                |  |  |                   |                           |        |  |  |
| 7 |  | "Aptjatter" "Monkey Brains"                                                |  | Alan Wan                              | Russ Carney & Ron Corcillo     |  |  | 3 november 2012   |                           |        |  |  |
| Donatello och April undersöker brittiske neurokemisten Dr. Tyler Rockwells försvinnande, stöter de på den bisarra mutantapan Rockwell. |  |                                                                            |  |                                       |                                |  |  |                   |                           |        |  |  |
| 8 |  | "Nudlar och nåd" "Never Say Xever"                                         |  | Michael Chang                         | Kenny Byerly                   |  |  | 10 november 2012  |                           |        |  |  |
| Shredder skickar Fotklanen och brasilianska gatuligisten Xever Montes efter sköldpaddorna. Situationen förvärras när Xever Montes tar den lokala butiksinnehvaren Mr. Murakami som gisslan. |  |                                                                            |  |                                       |                                |  |  |                   |                           |        |  |  |
| 9 |  | "Utmaningen" "The Gauntlet Enter Shredder"                                 |  | Juan Jose Meza-Leon                   | Joshua Sternin & JR Ventimilia |  |  | 17 november 2012  |                           |        |  |  |
| Sedan April varnats av sin tillfångatagna far, ger sig hon och sköldpaddorna ut för att rädda honom och stoppa Kraang från att utlösa en "mutagenbomb" i staden. |  |                                                                            |  |                                       |                                |  |  |                   |                           |        |  |  |
| 10 |  | "Panik i kloakerna" "Panic in the Sewers Mojo Rising"                      |  | Alan Wan                              | Jeremy Shipp                   |  |  | 24 november 2012  |                           |        |  |  |
| Sköldpaddorna måste försvara sitt hem i avloppen, då Bradford försöker förstöra det med en farlig kemikalie. |  |                                                                            |  |                                       |                                |  |  |                   |                           |        |  |  |
| 11 |  | "Mousers anfaller!" "Mousers Attack! Mouserthon"                           |  | Michael Chang                         | Kenny Byerly                   |  |  | 8 december 2012   |                           |        |  |  |
| Då både Purple Dragons och Baxter Stockmans mouserrobotar hotar hotar, delar sköldpaddorna upp sig i två grupper. Det blir upp till Donatello & Michelangelo att bevisa att deras "B-lag" är lika betydelsefullt som Leonardo och Raphaels "A-lag. |  |                                                                            |  |                                       |                                |  |  |                   |                           |        |  |  |
| 12 |  | "Den kom från djupet" "It Came From the Depths Leatherhead"                |  | Juan Jose Meza-Leon                   | Russ Carney & Ron Corcillo     |  |  | 15 december 2012  |                           |        |  |  |
| Sköldpaddorna räddar mutantalligatorn Leatherhead från Kraang. Titelreferens: It Came from Beneath the Sea |  |                                                                            |  |                                       |                                |  |  |                   |                           |        |  |  |
| 13 |  | "Råttkungen" "I Monster Rat Trap"                                          |  | Michael Chang                         | Jase Ricci                     |  |  | 25 januari 2013   |                           |        |  |  |
| Sköldpaddorna måste rädda staden från Dr. Victor Falco, som nu som Råttkungen kontrollerar råttorna inklusive Splinter. Titelreferens: I, Robot |  |                                                                            |  |                                       |                                |  |  |                   |                           |        |  |  |
| 14 |  | "Ny tjej i stan" "New Girl in Town"                                        |  | Alan Wan                              | Jeremy Shipp                   |  |  | 1 februari 2013   |                           |        |  |  |
| Snakeweed återvänder, och börjar fora bort människor. Leonardo tröttnar på Raphaels kritik när sköldpaddorna försöker stoppa Snakeweed. Leonardo stöter snart på Karai, en kvinnlig ninja från Fotklanen som försöker övertala Leonardo att byta sida. Titelreferens: New Kid in Town |  |                                                                            |  |                                       |                                |  |  |                   |                           |        |  |  |
| 15 |  | "Den utomjordiska agendan" "The Alien Agenda"                              |  | Juan Jose Meza-Leon                   | Kenny Byerly                   |  |  | 8 februari 2013   |                           |        |  |  |
| Medan Leonardo och Raphael gräler över om sköldpaddorna skall lita på Karai eller inte, samtidigt som Aprils skolprojekt drar uppmärksamhet från Kraang. Karai berättar för Shredder om Kraang, men Shredder verkar ointresserad. Karai följer snart sköldpaddorna in till Kraangs forskningsanläggning, där hon upptäcks av Raphael. Snart utbryter strid mellan sköldpaddorna och Kraang.                                                                                                |  |                                                                            |  |                                       |                                |  |  |                   |                           |        |  |  |
| 16 |  | "Pulveriseraren" "The Pulverizer"                                          |  | Alan Wan                              | Russ Carney & Ron Corcillo     |  |  | 15 februari 2013  |                           |        |  |  |
| Donatello bygger om Letherheads tunnelbanevagn till strids fordonet "Shellraiser". Snart stöter sköldpaddorna på Pulveriseraren, en tonåring som beundrar sköldpaddorna och också vill bekämpa brott. |  |                                                                            |  |                                       |                                |  |  |                   |                           |        |  |  |
| 17 |  | "TCRI"                                                                     |  | Michael Chang                         | Joshua Sternin & JR Ventimilia |  |  | 1 mars 2013       |                           |        |  |  |
| Efter att Leatherhead berättat för sköldpaddorna om Kraangs högkvarter, beger sig sköldpaddorna dit. Snart får de reda på Kraangs plan: att öppna en port till Dimension X. Sköldpaddorna råkar i strid med stenmonstret Traag. Snart visar det sig att Kraang är ute efter April. |  |                                                                            |  |                                       |                                |  |  |                   |                           |        |  |  |
| 18 |  | "Kackerlacksutrotaren" "Cockroach Terminator"                              |  | Juan Jose Meza-Leon                   | Jeremy Shipp                   |  |  | 15 mars 2013      |                           |        |  |  |
| Sköldpaddorna upptäcker att Kraang planerar att utförra borrningar i jordskorpan. Snart muteras en kackerlacka av misstag. |  |                                                                            |  |                                       |                                |  |  |                   |                           |        |  |  |
| 19 |  | "Baxters labyrint" "Baxter's Gambit"                                       |  | Alan Wan                              | Jase Ricci                     |  |  | 5 april 2013      |                           |        |  |  |
| Baxter Stockman söker hämnd på såväl sköldpaddorna som Dogpound och Fishface genom att lura dem till hans labyrunt . |  |                                                                            |  |                                       |                                |  |  |                   |                           |        |  |  |
| 20 |  | "Fiendens fiende" "Enemy of My Enemy"                                      |  | Michael Chang                         | Kenny Byerly                   |  |  | 12 april 2013     |                           |        |  |  |
| När Jorden hotas av en invasion av Kraang, erbjuder Karai sköldpaddorna att gå i allians med henne. Titelreferens: The enemy of my enemy is my friend |  |                                                                            |  |                                       |                                |  |  |                   |                           |        |  |  |
| 21 |  | "Karais vendetta" "Karai's Vendetta"                                       |  | Juan Jose Meza-Leon, Sebastian Montes | Russ Carney & Ron Corcillo     |  |  | 27 april 2013     |                           |        |  |  |
| Sköldpaddorna infiltrerar Kraangs undervattensbas, vilken vaktas av ett sjöodjur från Dimension X. |  |                                                                            |  |                                       |                                |  |  |                   |                           |        |  |  |
| 22 |  | "Pulveriserarens återkomst" "The Pulverizer Returns!"                      |  | Alan Wan                              | Jeremy Shipp                   |  |  | 11 maj 2013       |                           |        |  |  |
| Splinter låter sköldpaddorna prova på varandras vapen, för att göra dem mer flexibla i strid. Samtidigt har Shredder lärt sig mer om mutagenet, och planerar att skapa en mutantarmé. Sköldpaddorna måste söka hjälp från Pulveriseraren, som just rekryterats av Fotklanen. |  |                                                                            |  |                                       |                                |  |  |                   |                           |        |  |  |
| 23 |  | "Parasiten" "Parasitica"                                                   |  | Michael Chang                         | Pete Goldfinger                |  |  | 20 juli 2013      |                           |        |  |  |
| Leonardo blir stucken av en mystisk insekt. |  |                                                                            |  |                                       |                                |  |  |                   |                           |        |  |  |
| 24 |  | "Flykten" "Operation: Break Out"                                           |  | Michael Chang                         | Jase Ricci                     |  |  | 27 juli 2013      |                           |        |  |  |
| Donatello försöker imponera på April, och lyckas rädda Kirby från en av Kraangs baser. Snart tillfångatas sköldpaddorna av Kraang, och stöter på Newtralizer. |  |                                                                            |  |                                       |                                |  |  |                   |                           |        |  |  |
| 25 |  | "Uppgörelsen, del 1" "Showdown Part 1"                                     |  | Juan Jose Meza-Leon, Sebastian Montes | JR Ventimilia                  |  |  | 8 augusti 2013    |                           |        |  |  |
| Sköldpaddorna beger sig till TCRI, för att infiltrera TCRI och stänga av Kraangs port innan Teknodromen anländer till Jorden, samt rädda April som Kraang tillfångatagit med hjälp av Shredder. |  |                                                                            |  |                                       |                                |  |  |                   |                           |        |  |  |
| 26 |  | "Uppgörelsen, del 2" "Showdown Part 1"                                     |  | Alan Wan                              | JR Ventimilia                  |  |  | 8 augusti 2013    |                           |        |  |  |
| Sköldpaddorna måste infiltrera Teknodromen för att rädda April. Samtidigt beger sig Splinter till Fotklanens högkvarter där han, efter att ha besegrat Dogpound och Fishface, råkar i strid med Shredder. Snart förstår Splinter att Karai egentligen är hans dotter Miwa, för vilken Shredder berättat att Splinter dödat hans mor. Splinter beger sig hem. Samtidigt i Teknodromen måste sköldpaddorna stoppa Kraang Prime och rädda April innan Kraang börjar föra bort fler människor. |  |                                                                            |  |                                       |                                |  |  |                   |                           |        |  |  |

### Fotnoter
1. ↑  "Master Splinter" (20 oktober 2012). ”Nickelodeon Season 1 – Episode 001 (Rise of the Turtles Part 1)” (på engelska). Mutant Ooze. http://mutantooze.org/wiki/nick-season-1-episode-01-rise-of-the-turtles-part-1/. Läst 17 december 2015.
2. ↑  "Master Splinter" (20 oktober 2012). ”Nickelodeon Season 1 – Episode 002 (Rise of the Turtles Part 2)” (på engelska). Mutant Ooze. http://mutantooze.org/wiki/nickelodeon-season-1-episode-02-rise-of-the-turtles-part-2/. Läst 17 december 2015.
3. ↑  "Master Splinter" (20 oktober 2012). ”Nickelodeon Season 1 – Episode 003 (Turtle Temper)” (på engelska). Mutant Ooze. http://mutantooze.org/wiki/nickelodeon-season-1-episode-03-turtle-temper/. Läst 17 december 2015.
4. ↑  "Master Splinter" (20 oktober 2012). ”Nickelodeon Season 1 – Episode 004 (New Friend, Old Enemy)” (på engelska). Mutant Ooze. http://mutantooze.org/wiki/nickelodeon-season-1-episode-02-rise-of-the-turtles-part-2/. Läst 17 december 2015.
5. ↑  "Master Splinter" (20 oktober 2012). ”Nickelodeon Season 1 – Episode 005 (I Think His Name is Baxter Stockman)” (på engelska). Mutant Ooze. http://mutantooze.org/wiki/nickelodeon-season-1-episode-04-new-friend-old-enemy/. Läst 17 december 2015.
6. ↑  "Master Splinter" (20 oktober 2012). ”Nickelodeon Season 1 – Episode 00X ()” (på engelska). Mutant Ooze. http://mutantooze.org/wiki/nickelodeon-season-1-episode-05-i-think-his-name-is-baxter-stockman/. Läst 17 december 2015.
7. ↑  "Master Splinter" (20 oktober 2012). ”Nickelodeon Season 1 – Episode 007 (Monkey Brains)” (på engelska). Mutant Ooze. http://mutantooze.org/wiki/nickelodeon-season-1-episode-06-metalhead/. Läst 17 december 2015.
8. ↑  "Master Splinter" (20 oktober 2012). ”Nickelodeon Season 1 – Episode 008 (Never Say Xever)” (på engelska). Mutant Ooze. http://mutantooze.org/wiki/nickelodeon-season-1-episode-08-never-say-xever/. Läst 17 december 2015.
9. ↑  "Master Splinter" (20 oktober 2012). ”Nickelodeon Season 1 – Episode 009 (The Gauntlet)” (på engelska). Mutant Ooze. http://mutantooze.org/wiki/nickelodeon-season-1-episode-09-the-gauntlet/. Läst 17 december 2015.
10. ↑  "Master Splinter" (20 oktober 2012). ”Nickelodeon Season 1 – Episode 010 (Panic in the Sewers)” (på engelska). Mutant Ooze. http://mutantooze.org/wiki/nickelodeon-season-1-episode-10-panic-in-the-sewers/. Läst 17 december 2015.
11. ↑  "Master Splinter" (20 oktober 2012). ”Nickelodeon Season 1 – Episode 011 (Mousers Attack!)” (på engelska). Mutant Ooze. http://mutantooze.org/wiki/nickelodeon-season-1-episode-11-mousers-attack/. Läst 17 december 2015.
12. ↑  "Master Splinter" (20 oktober 2012). ”Nickelodeon Season 1 – Episode 012 (It Came From the Depths)” (på engelska). Mutant Ooze. http://mutantooze.org/wiki/nickelodeon-season-1-episode-12-it-came-from-the-depths/. Läst 17 december 2015.
13. ↑  "Master Splinter" (20 oktober 2012). ”Nickelodeon Season 1 – Episode 013 (Rat Trap)” (på engelska). Mutant Ooze. http://mutantooze.org/wiki/nickelodeon-season-1-episode-13-i-monster/. Läst 17 december 2015.
14. ↑  "Master Splinter" (20 oktober 2012). ”Nickelodeon Season 1 – Episode 014 (New Girl in Town)” (på engelska). Mutant Ooze. http://mutantooze.org/wiki/nickelodeon-season-1-episode-14-new-girl-in-town/. Läst 17 december 2015.
15. ↑  "Master Splinter" (20 oktober 2012). ”Nickelodeon Season 1 – Episode 015 (The Alien Agenda)” (på engelska). Mutant Ooze. http://mutantooze.org/wiki/nickelodeon-season-1-episode-15-the-alien-agenda/. Läst 17 december 2015.
16. ↑  "Master Splinter" (20 oktober 2012). ”Nickelodeon Season 1 – Episode 016 (The Pulverizer)” (på engelska). Mutant Ooze. http://mutantooze.org/wiki/nickelodeon-season-1-episode-16-the-pulverizer/. Läst 17 december 2015.
17. ↑  "Master Splinter" (20 oktober 2012). ”Nickelodeon Season 1 – Episode 017 (TCRI)” (på engelska). Mutant Ooze. http://mutantooze.org/wiki/nickelodeon-season-1-episode-17-tcri/. Läst 17 december 2015.
18. ↑  "Master Splinter" (20 oktober 2012). ”Nickelodeon Season 1 – Episode 018 (Cockroach Terminator)” (på engelska). Mutant Ooze. http://mutantooze.org/wiki/nickelodeon-season-1-episode-18-cockroach-terminator/. Läst 17 december 2015.
19. ↑  "Master Splinter" (20 oktober 2012). ”Nickelodeon Season 1 – Episode 019 (Baxter's Gambit)” (på engelska). Mutant Ooze. http://mutantooze.org/wiki/nickelodeon-season-1-episode-19-baxters-gambit/. Läst 17 december 2015.
20. ↑  "Master Splinter" (20 oktober 2012). ”Nickelodeon Season 1 – Episode 020 (Enemy of My Enemy)” (på engelska). Mutant Ooze. http://mutantooze.org/wiki/nickelodeon-season-1-episode-20-enemy-of-my-enemy/. Läst 17 december 2015.
21. ↑  "Master Splinter" (20 oktober 2012). ”Nickelodeon Season 1 – Episode 021 (Karai's Vendetta)” (på engelska). Mutant Ooze. http://mutantooze.org/wiki/nickelodeon-season-1-episode-21-karais-vendetta/. Läst 17 december 2015.
22. ↑  "Master Splinter" (20 oktober 2012). ”Nickelodeon Season 1 – Episode 022 (The Pulverizer Returns!)” (på engelska). Mutant Ooze. http://mutantooze.org/wiki/nickelodeon-season-1-episode-22-the-pulverizer-returns/. Läst 17 december 2015.
23. ↑  "Master Splinter" (20 oktober 2012). ”Nickelodeon Season 1 – Episode 023 (Parasitica)” (på engelska). Mutant Ooze. http://mutantooze.org/wiki/nickelodeon-season-1-episode-23-parasitica/. Läst 17 december 2015.
24. ↑  "Master Splinter" (20 oktober 2012). ”Nickelodeon Season 1 – Episode 024 (Operation: Break Out)” (på engelska). Mutant Ooze. http://mutantooze.org/wiki/nickelodeon-season-1-episode-24-operation-break-out/. Läst 17 december 2015.
25. ↑  "Master Splinter" (20 oktober 2012). ”Nickelodeon Season 1 – Episode 025 (Showdown Part 1)” (på engelska). Mutant Ooze. http://mutantooze.org/wiki/nickelodeon-season-1-episode-25-showdown-part-1/. Läst 17 december 2015.
26. ↑  "Master Splinter" (20 oktober 2012). ”Nickelodeon Season 1 – Episode 026 (Showdown Part 2)” (på engelska). Mutant Ooze. http://mutantooze.org/wiki/nickelodeon-season-1-episode-26-showdown-part-2/. Läst 17 december 2015.